# Algieria na Letnich Igrzyskach Olimpijskich 1996
Algierię na Letnich Igrzyskach Olimpijskich 1996 reprezentowało 45 zawodników, 39 mężczyzn i 6 kobiet.
Był to ósmy występ reprezentacji Algierii na letnich igrzyskach olimpijskich.

## Zdobyte medale
| Medal | Zawodnik           | Dyscyplina    | Konkurencja | Rezultat                                                                                      |
| ----- | ------------------ | ------------- | ----------- | --------------------------------------------------------------------------------------------- |
| Złoto | Noureddine Morceli | Lekkoatletyka | 1500 m      | 3:35,79                                                                                       |
| Złoto | Husajn Sultani     | Boks          | 60 kg       | W finale pokonał reprezentanta Bułgarii Tonczo Tonczewa 3:3 (po decyzji sędziów)              |
| Brąz  | Mohamed Bahari     | Boks          | 75 kg       | W półfinale przegrał z reprezentantem Turcji Malikiem Beyleroğluem 11:11 (po decyzji sędziów) |

## Reprezentanci

### Boks
| Zawodnik            | Konkurencja | 1/16                         | 1/8                      | Ćwierćfinał          | Półfinał               | Finał              | Finał   |
| Zawodnik            | Konkurencja | Przeciwnik Wynik             | Przeciwnik Wynik         | Przeciwnik Wynik     | Przeciwnik Wynik       | Przeciwnik Wynik   | Miejsce |
| ------------------- | ----------- | ---------------------------- | ------------------------ | -------------------- | ---------------------- | ------------------ | ------- |
| Mehdi Assous        | 51 kg       | Howard Gereo 11-4            | Omar Andrés Narváez 20-4 | Zoltan Lunka 6-19    | NQ                     | NQ                 | 8.      |
| Abdel Aziz Boulehia | 54 kg       | Agathangelos Tsiripidis 10-6 | Raimkul Malakhbekov RSC  | NQ                   | NQ                     | NQ                 | 9.      |
| Noureddine Madjhoud | 57 kg       | Lorenzo Aragon 6-9           | NQ                       | NQ                   | NQ                     | NQ                 | 17.     |
| Husajn Sultani      | 57 kg       | Vahdettin İşsever 14-2       | Agnaldo Magalhães 11-1   | Sin Eun-cheol 16-10  | Leonard Doroftei 9-6   | Tonczo Tonczew 3-3 | złoto   |
| Mohamed Allalou     | 63,5 kg     | Peter Bulinga 17-3           | Jacek Bielski 19-8       | Fathi Missaoui 15-16 | NQ                     | NQ                 | 7.      |
| Mohamed Bahari      | 75 kg       | Marcus Thomas RSC            | Akın Kuloğlu 8-5         | Brian Magee 15-9     | Malik Beyleroğlu 11-11 | NQ                 | brąz    |

### Judo
Mężczyźni
| Zawodnik           | Konkurencja | 1/32             | 1/16             | 1/8              | Ćwierćfinał      | Półfinał         | Repasaż 1        | Repasaż 2        | Finał            | Finał   |
| Zawodnik           | Konkurencja | Przeciwnik Wynik | Przeciwnik Wynik | Przeciwnik Wynik | Przeciwnik Wynik | Przeciwnik Wynik | Przeciwnik Wynik | Przeciwnik Wynik | Przeciwnik Wynik | Pozycja |
| ------------------ | ----------- | ---------------- | ---------------- | ---------------- | ---------------- | ---------------- | ---------------- | ---------------- | ---------------- | ------- |
| Amar Meridja       | do 60 kg    | Brak informacji  | Brak informacji  | Brak informacji  | Brak informacji  | Brak informacji  | Brak informacji  | Brak informacji  | Brak informacji  | 9.      |
| Abdel Hakim Harkat | do 73 kg    | Brak informacji  | Brak informacji  | Brak informacji  | Brak informacji  | Brak informacji  | Brak informacji  | Brak informacji  | Brak informacji  | 13.     |
| Lyes Cherifi       | do 81 kg    | Brak informacji  | Brak informacji  | Brak informacji  | Brak informacji  | Brak informacji  | Brak informacji  | Brak informacji  | Brak informacji  | 17.     |
| Kamel Larbi        | do 90 kg    | Brak informacji  | Brak informacji  | Brak informacji  | Brak informacji  | Brak informacji  | Brak informacji  | Brak informacji  | Brak informacji  | 21.     |

Kobiety
| Zawodniczka    | Konkurencja | 1/32             | 1/16             | 1/8              | Ćwierćfinał      | Półfinał         | Repasaż 1        | Repasaż 2        | Finał            | Finał   |
| Zawodniczka    | Konkurencja | Przeciwnik Wynik | Przeciwnik Wynik | Przeciwnik Wynik | Przeciwnik Wynik | Przeciwnik Wynik | Przeciwnik Wynik | Przeciwnik Wynik | Przeciwnik Wynik | Pozycja |
| -------------- | ----------- | ---------------- | ---------------- | ---------------- | ---------------- | ---------------- | ---------------- | ---------------- | ---------------- | ------- |
| Salima Souakri | do 48 kg    | Brak informacji  | Brak informacji  | Brak informacji  | Brak informacji  | Brak informacji  | Brak informacji  | Brak informacji  | Brak informacji  | 5.      |
| Lynda Mekzine  | do 63 kg    | Brak informacji  | Brak informacji  | Brak informacji  | Brak informacji  | Brak informacji  | Brak informacji  | Brak informacji  | Brak informacji  | 9.      |

### Lekkoatletyka
Mężczyźni
| Zawodnik           | Konkurencja | Eliminacje | Eliminacje | Ćwierćfinał | Ćwierćfinał | Półfinał | Półfinał | Finał    | Finał   |
| Zawodnik           | Konkurencja | Wynik      | Miejsce    | Wynik       | Miejsce     | Wynik    | Miejsce  | Wynik    | Miejsce |
| ------------------ | ----------- | ---------- | ---------- | ----------- | ----------- | -------- | -------- | -------- | ------- |
| Amar Hecini        | 400 m       | DQ         | AC         | NQ          | NQ          | NQ       | NQ       | NQ       | NQ      |
| Adem Hecini        | 800 m       | 1:47,23    | 4.         | —           | —           | NQ       | NQ       | NQ       | NQ      |
| Noureddine Morceli | 1500 m      | 3:41,95    | 1.         | —           | —           | 3:32,88  | 1.       | 3:35,78  | złoto   |
| Ahmed Krama        | 1500 m      | 3:42,09    | 7.         | —           | —           | NQ       | NQ       | NQ       | NQ      |
| Réda Benzine       | 5000 m      | 14:03,06   | 3.         | —           | —           | 13:37,52 | 8.       | 13:42,34 | 13.     |
| Aïssa Bel Aout     | 5000 m      | 13:51,96   | 5.         | —           | —           | 14:04,56 | 6.       | 14:06,52 | 15.     |

Kobiety
| Zawodniczka         | Konkurencja | Eliminacje | Eliminacje | Ćwierćfinał | Ćwierćfinał | Półfinał       | Półfinał       | Finał          | Finał          |
| Zawodniczka         | Konkurencja | Wynik      | Miejsce    | Wynik       | Miejsce     | Wynik          | Miejsce        | Wynik          | Miejsce        |
| ------------------- | ----------- | ---------- | ---------- | ----------- | ----------- | -------------- | -------------- | -------------- | -------------- |
| Nouria Mérah-Benida | 800 m       | 2:02,44    | 4.         | —           | —           | Nie awansowała | Nie awansowała | Nie awansowała | Nie awansowała |
| Hasiba Bu-l-Marka   | 1500 m      | 4:09,96    | 3.         | —           | —           | 4:23,86        | 12.            | Nie awansowała | Nie awansowała |

### Piłka ręczna
Tabela grupy
Wyniki spotkań
Faza grupowa
| 24 lipca 199616:15 | Egipt | 19:16(12:7) | Algieria | Georgia World Congress Center, Atlanta |
| 24 lipca 199616:15 |       | 19:16(12:7) |          | Georgia World Congress Center, Atlanta |

| 25 lipca 199611:45 | Francja | 33:22(13:10) | Algieria | Georgia World Congress Center, Atlanta |
| 25 lipca 199611:45 |         | 33:22(13:10) |          | Georgia World Congress Center, Atlanta |

| 27 lipca 199610:00 | Hiszpania | 20:14(12:5) | Algieria | Georgia World Congress Center, Atlanta |
| 27 lipca 199610:00 |           | 20:14(12:5) |          | Georgia World Congress Center, Atlanta |

| 29 lipca 199614:30 | Niemcy | 25:23(12:10) | Algieria | Georgia World Congress Center, Atlanta |
| 29 lipca 199614:30 |        | 25:23(12:10) |          | Georgia World Congress Center, Atlanta |

| 31 lipca 199618:30 | Brazylia | 20:20(11:9) | Algieria | Georgia World Congress Center, Atlanta |
| 31 lipca 199618:30 |          | 20:20(11:9) |          | Georgia World Congress Center, Atlanta |

Mecz o 9. miejsce
| 10 sierpnia 199620:00 | Stany Zjednoczone | 22:22 (pd.)(12:10, 27:26) | Algieria | Georgia World Congress Center, Atlanta |
| 10 sierpnia 199620:00 |                   | 22:22 (pd.)(12:10, 27:26) |          | Georgia World Congress Center, Atlanta |

Skład
| Imię i nazwisko       | Data urodzenia |
| --------------------- | -------------- |
| Amar Daoud            | 22.08.1967     |
| Abdel Ghani Loukil    | 10.06.1973     |
| Redouane Aouachria    | 10.11.1969     |
| Salim Nedjel-Hammou   | 5.06.1972      |
| Nabil Rouabhi         | 15.05.1966     |
| Redouane Saïdi        | 13.05.1971     |
| Ben Ali Beghouach     | 5.02.1967      |
| Sofiane Lamali        | 31.01.1974     |
| Abdel Djalil Bouanani | 27.07.1966     |
| Mahmoud Bouanik       | 1.01.1967      |
| Rabah Gherbi          | 3.09.1970      |
| Achour Hasni          | 25.02.1972     |
| Sofiane Khalfallah    | 14.12.1968     |
| Mohamed Bouziane      | 23.04.1971     |
| Salim Abes            | 17.10.1970     |
| Karim El-Mahouab      | 18.10.1966     |

### Pływanie
| Zawodnik   | Konkurencja        | Eliminacje | Eliminacje | Finał | Finał   |
| Zawodnik   | Konkurencja        | Czas       | Miejsce    | Czas  | Miejsce |
| ---------- | ------------------ | ---------- | ---------- | ----- | ------- |
| Salim Iles | 50 m st. dowolnym  | 23,61      | 36.        | NQ    | NQ      |
| Salim Iles | 100 m st. dowolnym | 50,87      | 24.        | NQ    | NQ      |
| Salim Iles | 200 m st. dowolnym | 1:54,10    | 31.        | NQ    | NQ      |

### Podnoszenie ciężarów
| Zawodnik               | Konkurencja | Rwanie | Rwanie  | Podrzut | Podrzut | Razem | Pozycja |
| Zawodnik               | Konkurencja | Wynik  | Pozycja | Wynik   | Pozycja | Razem | Pozycja |
| ---------------------- | ----------- | ------ | ------- | ------- | ------- | ----- | ------- |
| Azzedine Basbas        | do 64 kg    | 120    | 28.     | 160     | 12.     | 280   | 24.     |
| Fouad Bouzenada        | do 64 kg    | 115    | 29.     | 152,5   | 26.     | 267,5 | 29.     |
| Abdel Manaane Yahiaoui | do 70 kg    | 150    | 7.      | 185     | 4.      | 335   | 5.      |

### Szermierka
Mężczyźni
| Zawodnik             | Konkurencja | Runda I              | Runda II         | Runda III        | Ćwierćfinał      | Półfinał         | Finał            | Pozycja |
| Zawodnik             | Konkurencja | Przeciwnik Wynik     | Przeciwnik Wynik | Przeciwnik Wynik | Przeciwnik Wynik | Przeciwnik Wynik | Przeciwnik Wynik | Pozycja |
| -------------------- | ----------- | -------------------- | ---------------- | ---------------- | ---------------- | ---------------- | ---------------- | ------- |
| Raouf Salim Bernaoui | floret      | Mihai Covaliu P 15-7 | NQ               | NQ               | NQ               | NQ               | NQ               | 40.     |

Kobiety
| Zawodniczka  | Konkurencja | Runda I          | Runda II         | Runda III        | Ćwierćfinał      | Półfinał         | Finał            | Pozycja |
| Zawodniczka  | Konkurencja | Przeciwnik Wynik | Przeciwnik Wynik | Przeciwnik Wynik | Przeciwnik Wynik | Przeciwnik Wynik | Przeciwnik Wynik | Pozycja |
| ------------ | ----------- | ---------------- | ---------------- | ---------------- | ---------------- | ---------------- | ---------------- | ------- |
| Ferial Salhi | floret      | Liang Jun P 15-7 | Nie awansowała   | Nie awansowała   | Nie awansowała   | Nie awansowała   | Nie awansowała   | 37.     |

### Wioślarstwo
Kobiety
| Zawodniczka   | Konkurencja | Eliminacje | Eliminacje | Repasaże | Repasaże | Ćwierćfinał | Ćwierćfinał | Półfinał | Półfinał | Finał   | Finał  | Miejsce |
| Zawodniczka   | Konkurencja | Czas       | M.         | Czas     | M.       | Czas        | M.          | Czas     | M.       | Czas    | M.     | Miejsce |
| ------------- | ----------- | ---------- | ---------- | -------- | -------- | ----------- | ----------- | -------- | -------- | ------- | ------ | ------- |
| Samia Hireche | jedynka     | 9:08,31    | 6. (R)     | 9:28,41  | 5. (F D) | —           | —           | —        | —        | 9:09,92 | 5. (C) | 17.     |

### Zapasy
Styl wolny
| Zawodnik       | Konkurencja | Runda I                 | Runda II         | Ćwierćfinał      | Półfinał         | Finał            | Repasaże Runda I       | Repasaże Runda II    | Repasaże Runda III | Repasaże Runda IV | Repasaże Runda V | Mecz o 3. miejsce | Pozycja |
| Zawodnik       | Konkurencja | Przeciwnik Wynik        | Przeciwnik Wynik | Przeciwnik Wynik | Przeciwnik Wynik | Przeciwnik Wynik | Przeciwnik Wynik       | Przeciwnik Wynik     | Przeciwnik Wynik   | Przeciwnik Wynik  | Przeciwnik Wynik | Przeciwnik Wynik  | Pozycja |
| -------------- | ----------- | ----------------------- | ---------------- | ---------------- | ---------------- | ---------------- | ---------------------- | -------------------- | ------------------ | ----------------- | ---------------- | ----------------- | ------- |
| Omar Kedjaouer | -52 kg      | Władimir Toguzow P 10-0 | NQ               | NQ               | NQ               | NQ               | Víctor Rodríguez W 2-0 | Metin Topaktaş P 3-0 | NQ                 | NQ                | NQ               | NQ                | 14.     |

Styl klasyczny
| Zawodnik          | Konkurencja | Runda I                   | Runda II         | Ćwierćfinał      | Półfinał         | Finał            | Repasaże Runda I      | Repasaże Runda II | Repasaże Runda III | Repasaże Runda IV | Repasaże Runda V | Mecz o 3. miejsce | Pozycja |
| Zawodnik          | Konkurencja | Przeciwnik Wynik          | Przeciwnik Wynik | Przeciwnik Wynik | Przeciwnik Wynik | Przeciwnik Wynik | Przeciwnik Wynik      | Przeciwnik Wynik  | Przeciwnik Wynik   | Przeciwnik Wynik  | Przeciwnik Wynik | Przeciwnik Wynik  | Pozycja |
| ----------------- | ----------- | ------------------------- | ---------------- | ---------------- | ---------------- | ---------------- | --------------------- | ----------------- | ------------------ | ----------------- | ---------------- | ----------------- | ------- |
| Youssef Bouguerra | -74 kg      | Takamitsu Katayama P 13-2 | NQ               | NQ               | NQ               | NQ               | Stojan Stojanov P 5-0 | NQ                | NQ                 | NQ                | NQ               | NQ                | 16.     |